# Harold F. Dvorak
Harold Fisher Dvorak (* 20. Juni 1937 in Milwaukee, Wisconsin) ist ein US-amerikanischer Pathologe und Gefäßforscher. Er ist vor allem für seine Entdeckung des Vascular Endothelial Growth Factor (VEGF) bekannt.

## Leben und Wirken
Dvorak absolvierte sein Studium der Medizin an der Princeton University und der Harvard University. Seine Ausbildung zum Pathologen machte er am Massachusetts General Hospital. Als Postdoktorand ging er an die National Institutes of Health. 1967 wurde er in den Lehrkörper der Harvard University aufgenommen und hat dort heute den Titel des Mallinckrodt Distinguished Professor of Pathology. Seit 1979 wirkt er zusätzlich am Beth Israel Deaconess Medical Center (BIDMC), einem Lehrkrankenhaus der Harvard Medical School, wo er das Center for Vascular Biology Research (Zentrum für Erforschung der Gefäßbiologie, CVBR) gründete. Bis 2006 war er auch Leiter der dortigen Pathologie.
Dvorak befasst sich vor allem mit Angiogenese, insbesondere von Tumoren, die er als derjenigen der Wundheilung ähnlich erachtet. Dvorak entdeckte 1983 den Vascular Permeability Factor, VPF (später umbenannt in Vascular Endothelial Growth Factor, VEGF), der eine zentrale Regulationsfunktion bei der Bildung von neuen Blutgefäßen darstellt und als Zielmolekül neuer Therapieformen bei Krebs und feuchter Makuladegeneration dient. Er gehörte zu den Herausgebern der Fachzeitschrift Cancer Research und hat mehr als 220 wissenschaftliche Publikationen veröffentlicht.

## Auszeichnungen (Auswahl)
- 1999 Fellow der American Association for the Advancement of Science[2]
- 2002 ASIP Rous-Whipple Award der American Society for Investigative Pathology (ASIP)[3]
- 2006 Szent-Györgyi Prize der National Foundation for Cancer Research[4]
- 2014 Canada Gairdner International Award[5]